# لقواسمة مريم (الجحوش)
لقواسمة مريم هو دُوَّار يقع بجماعة أيير، إقليم آسفي، جهة مراكش آسفي في المملكة المغربية. ينتمي الدوّار لمشيخة الجحوش التي تضم 14 دوار. يقدر عدد سكانه بـ 875 نسمة حسب الإحصاء الرسمي للسكان والسكنى لسنة 2004.

## روابط خارجية
- البوابة الوطنية للجماعات الترابية نسخة محفوظة 12 مارس 2018 على موقع واي باك مشين.
- المندوبية السامية للتخطيط